# Conference Ouest 2001
La Conference Ouest 2001 è stata la 6ª edizione dell'omonimo torneo di football americano.
L'edizione è stata vinta dagli Dockers de Nantes sui Pionniers de Touraine.

## Squadre partecipanti
| Club                  | Città   | Stadio | Sponsor ufficiale | Risultato nella stagione 2000 |
| --------------------- | ------- | ------ | ----------------- | ----------------------------- |
| Caïmans72 du Mans     | Le Mans |        |                   |                               |
| Chevaliers d'Orléans  | Orléans |        |                   |                               |
| Conquérants de Caen   | Caen    |        |                   |                               |
| Dockers de Nantes     | Nantes  |        |                   |                               |
| Pionniers de Touraine | Tours   |        |                   |                               |
| Yankees Angers        | Angers  |        |                   |                               |

## Stagione regolare

### Calendario

#### 1ª giornata
| 15 aprile 2001 | Caïmans72 du Mans | p – v (a tavolino) | Chevaliers d'Orléans |  |

| 15 aprile 2001 | Yankees Angers | 6 – 0 | Pionniers de Touraine |  |

| 15 aprile 2001 | Chevaliers d'Orléans | 14 – 12 | Pionniers de Touraine |  |

| 15 aprile 2001 | Yankees Angers | v – p (a tavolino) | Caïmans72 du Mans |  |

| 15 aprile 2001 | Caïmans72 du Mans | p – v (a tavolino) | Pionniers de Touraine |  |

| 15 aprile 2001 | Yankees Angers | 6 – 14 | Chevaliers d'Orléans |  |

#### 2ª giornata
| 22 aprile 2001 | Caïmans72 du Mans | 6 – 8 | Yankees Angers |  |

| 22 aprile 2001 | Pionniers de Touraine | 6 – 16 | Chevaliers d'Orléans |  |

| 22 aprile 2001 | Chevaliers d'Orléans | v – p (a tavolino) | Caïmans72 du Mans |  |

| 22 aprile 2001 | Pionniers de Touraine | 0 – 0 | Caïmans72 du Mans |  |

| 22 aprile 2001 | Chevaliers d'Orléans | 0 – 14 | Yankees Angers |  |

| 22 aprile 2001 | Conquérants de Caen | 0 – 33 | Dockers de Nantes |  |

| 22 aprile 2001 | Pionniers de Touraine | 16 – 0 | Yankees Angers |  |

### Classifiche
Le classifiche della regular season sono le seguenti:
- PCT = percentuale di vittorie, G = partite giocate, V = partite vinte, P = partite perse, PF = punti fatti, PS = punti subiti

#### Girone A
| Pos. | Squadra               | PCT  | G | V | N | P | PF | PS |
| ---- | --------------------- | ---- | - | - | - | - | -- | -- |
| 1    | Chevaliers d'Orléans  | .750 | 4 | 3 | 0 | 1 | 44 | 38 |
| 2    | Yankees Angers        | .750 | 4 | 3 | 0 | 1 | 34 | 20 |
| 3    | Pionniers de Touraine | .300 | 5 | 1 | 1 | 3 | 34 | 36 |
| -    | Caïmans72 du Mans     | .250 | 2 | 0 | 1 | 1 | 6  | 8  |

#### Girone B
| Pos. | Squadra             | PCT   | G | V | N | P | PF | PS |
| ---- | ------------------- | ----- | - | - | - | - | -- | -- |
| 1    | Dockers de Nantes   | 1.000 | 1 | 1 | 0 | 0 | 33 | 0  |
| 2    | Conquérants de Caen | .000  | 1 | 0 | 0 | 1 | 0  | 33 |

## Playoff

### Tabellone
|  | Wild Card | Wild Card             | Wild Card         |                       |                       | Semifinali            | Semifinali           | Semifinali           |                      |    | Ouest Bowl VI | Ouest Bowl VI | Ouest Bowl VI |  |
|  |           |                       |                   |                       |                       |                       |                      |                      |                      |    |               |               |               |  |
|  |           |                       |                   |                       |                       | 1A                    | Chevaliers d'Orléans | 12                   |                      |    |               |               |               |  |
|  |           |                       |                   |                       |                       | 1A                    | Chevaliers d'Orléans | 12                   |                      |    |               |               |               |  |
|  |           |                       |                   | Pionniers de Touraine | 32                    |                       |                      |                      |                      |    |               |               |               |  |
|  | 3A        | Pionniers de Touraine | 8                 | Pionniers de Touraine | 32                    |                       |                      |                      |                      |    |               |               |               |  |
|  | 3A        | Pionniers de Touraine | 8                 |                       |                       |                       |                      |                      |                      |    |               |               |               |  |
|  | 4A        | Caïmans72 du Mans     | 6                 |                       |                       |                       |                      |                      |                      |    |               |               |               |  |
|  | 4A        | Caïmans72 du Mans     | 6                 |                       | Pionniers de Touraine | Pionniers de Touraine | 0                    |                      |                      |    |               |               |               |  |
|  |           |                       |                   |                       |                       |                       |                      |                      |                      |    |               |               |               |  |
|  |           |                       | Dockers de Nantes | Dockers de Nantes     | 20                    |                       |                      |                      |                      |    |               |               |               |  |
|  |           |                       |                   | Dockers de Nantes     | 20                    |                       |                      |                      |                      |    |               |               |               |  |
|  |           |                       |                   |                       |                       |                       |                      |                      |                      |    |               |               |               |  |
|  |           |                       |                   |                       |                       |                       |                      |                      |                      |    |               |               |               |  |
|  |           | 1B                    | Dockers de Nantes | 6                     |                       |                       | Finale 3º posto      | Finale 3º posto      | Finale 3º posto      |    |               |               |               |  |
|  |           |                       |                   | 6                     |                       |                       |                      |                      |                      |    |               |               |               |  |
|  |           |                       | 2A                | Yankees Angers        | 0                     |                       |                      |                      |                      |    |               |               |               |  |
|  |           |                       |                   | Yankees Angers        | 0                     |                       |                      | Chevaliers d'Orléans | Chevaliers d'Orléans | 14 |               |               |               |  |
|  |           |                       |                   |                       |                       |                       |                      | Chevaliers d'Orléans | Chevaliers d'Orléans | 14 |               |               |               |  |
|  |           |                       |                   |                       |                       | Yankees Angers        | Yankees Angers       | 22                   |                      |    |               |               |               |  |

### Wild Card
| 13 maggio 2001 | Pionniers de Touraine | 8 – 6 | Caïmans72 du Mans |  |

### Semifinali
| 13 maggio 2001 | Chevaliers d'Orléans | 12 – 32 | Pionniers de Touraine |  |

| 13 maggio 2001 | Dockers de Nantes | 6 – 0 | Yankees Angers |  |

### Finale 3º - 4º posto
| 13 maggio 2001 | Yankees Angers | 22 – 14 | Chevaliers d'Orléans |  |

### Ouest Bowl VI
| 13 maggio 2001 | Dockers de Nantes | 20 – 0 | Pionniers de Touraine |  |

## Verdetti
- Dockers de Nantes vincitori dell'Ouest Bowl 2001